# Марк Эмилий Лепид (консул 232 года до н. э.)
Марк Эмилий Лепид (лат. Marcus Aemilius Lepidus; умер в 216 году до н. э.) — римский военачальник и политический деятель из патрицианского рода Эмилиев, консул 232 года до н. э., консул-суффект в период между 221 и 219 годами до н. э. Воевал во время первого консулата на Сардинии и на Корсике.

## Биография

### Происхождение
Марк Эмилий принадлежал к знатному патрицианскому роду Эмилиев, который античные авторы относили к самым старым семействам Рима. Одна из восемнадцати старейших триб получила своё название в честь этого рода. Его генеалогию возводили либо к Пифагору, либо к царю Нуме Помпилию, а одна из версий традиции, приводимая Плутархом, называет Эмилией дочь Энея и Лавинии, родившую от Марса Ромула — легендарного основателя Рима. Представителей этого рода отличали, если верить Плутарху, «высокие нравственные качества, в которых они неустанно совершенствовались».
Первый носитель когномена Лепид (Lepidus — «красивый») достиг консульства в 285 году до н. э. Согласно Капитолийским фастам, отец и дед Марка Эмилия носили тот же преномен — Марк; предположительно Марк-отец — это первый Лепид.

### Карьера
Первые упоминания о Марке Эмилии в сохранившихся источниках относятся к 232 году до н. э., когда он занимал должность консула совместно с плебеем Марком Публицием Маллеолом. Коллеги предприняли поход на Сардинию, население которой, недавно покорённое, восстало против Рима. Лепид и Маллеол одержали победу и захватили много добычи, но потом на Корсике в ходе менее удачных боевых действий потеряли всё награбленное. К тому же году Полибий относит колонизацию Галльского поля в Пицене, предпринятую по инициативе народного трибуна Гая Фламиния.
Позже Марк Эмилий занимал должность консула-суффекта. Точная дата неизвестна; это могли быть 221, 220 или 219 годы до н. э., на которые приходится лакуна в Капитолийских фастах. Роберт Броутон, автор классического справочника о римских магистратах, предположительно называет 221 год. Лепид умер в конце 216 года до н. э., причём известно, что на момент смерти он был членом жреческой коллегии авгуров. Его сыновья устроили погребальные игры в честь умершего, во время которых вывели на римский форум двадцать две пары гладиаторов.

## Потомки
У Марка Эмилия было трое сыновей: Марк Эмилий, Луций Эмилий и Квинт Эмилий. Первый из них два или три раза занимал должность претора и неудачно претендовал на консулат 216 года до н. э., а двое других упоминаются только в связи с погребальными играми. Сыном Марка-младшего был двукратный консул (в 187 и 175 годах до н. э.) и принцепс сената того же имени.